# Dê Malta
Dê Malta là một giống dê nội địa từ phía đông và trung tâm Địa Trung Hải. Nó bắt nguồn từ Tiểu Á, và lấy tên từ đảo Malta. Nó được nuôi dưỡng chủ yếu ở miền nam nước Ý, và đặc biệt là ở các đảo Sicily và Sardinia. Mặc dù dê Malta: Mogħża Maltija được báo cáo cho DAD-IS, quan điểm chính thức là không có mẫu vật thuần chủng của giống này ở các đảo Malta, mặc dù có thể một số dê Malta hiện đại có liên quan mật thiết với giống ban đầu. Dê Malta cũng có mặt ở Hy Lạp, Thổ Nhĩ Kỳ và Maghreb.
Ở Ý, dê Malta là một trong tám giống dê của Ý, trong đó một cuốn sách về gia phả được tổ chức bởi Associazione Nazionale della Pastorizia, hiệp hội chăn nuôi cừu và dê quốc gia Ý. Cuốn sách này được thành lập vào năm 1976. Số lượng tại Ý của giống dê này được ước tính vào năm 1983 là khoảng 70.000, và năm 2005 là 40.000. Vào cuối năm 2013, số cá thể đăng ký được báo cáo là 1934.
Dê Malta là giống dê lấy sữa có giá trị; sữa có hương vị dễ chịu mà không có mùi hoặc hương vị "dê" quá mức. Năng suất trên mỗi chu kỳ sữa là 242 ± 87 lít đối với dê sinh lần đầu, 307 ± 141 l đối với dê có con thứ hai, và 358 ± 160 l đối với đa số dê; nó có thể đạt 500–600 kg trong 300 ngày. Sữa có trung bình 4,28% chất béo và 3,66% protein. Ở Sicily, sữa được sử dụng để làm ricotta và phô mai Caprino truyền thống bao gồm Padduni, có trạng thái PAT và Formaggiu ri crapa.